# Псковська республіка

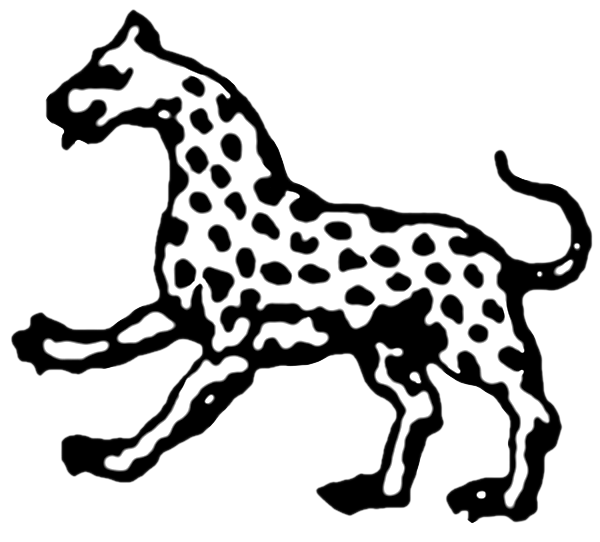
Символ Псковської республіки

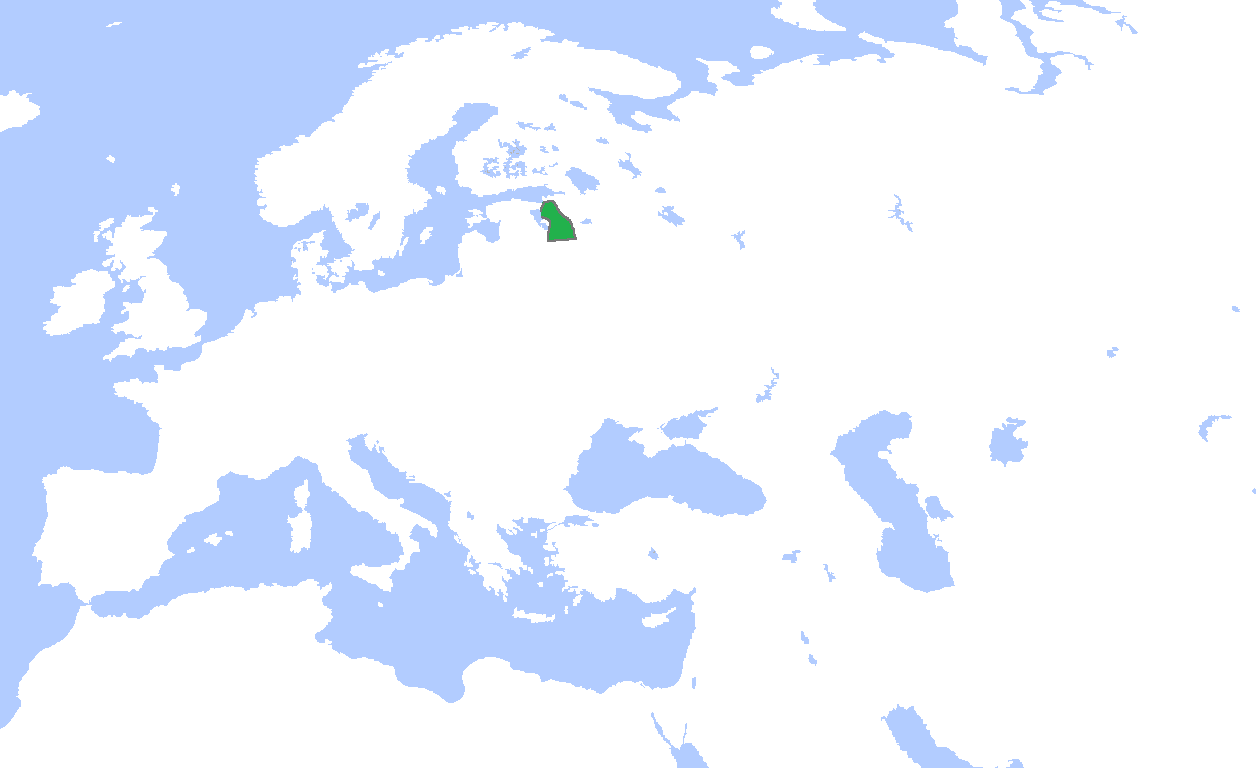
Псковщина приблизно 1400 року.

Пско́вська республіка — середньовічна держава зі столицею в Пскові. Розташовувалася на території сучасної Псковської області Російської федерації. У 1014–1036 роках існувала як самостійний уділ Новгородської республіки. До 1136 року керувалася посадниками великого князя київського. Згодом знову було підпорядковано Новгороду як удільне князівство. З 1348 року стала самостійною республікою. 1510 року приєднана до Московського князівства. Також — Псковська земля, Псковська держава, Псковська республіка.

## Опис

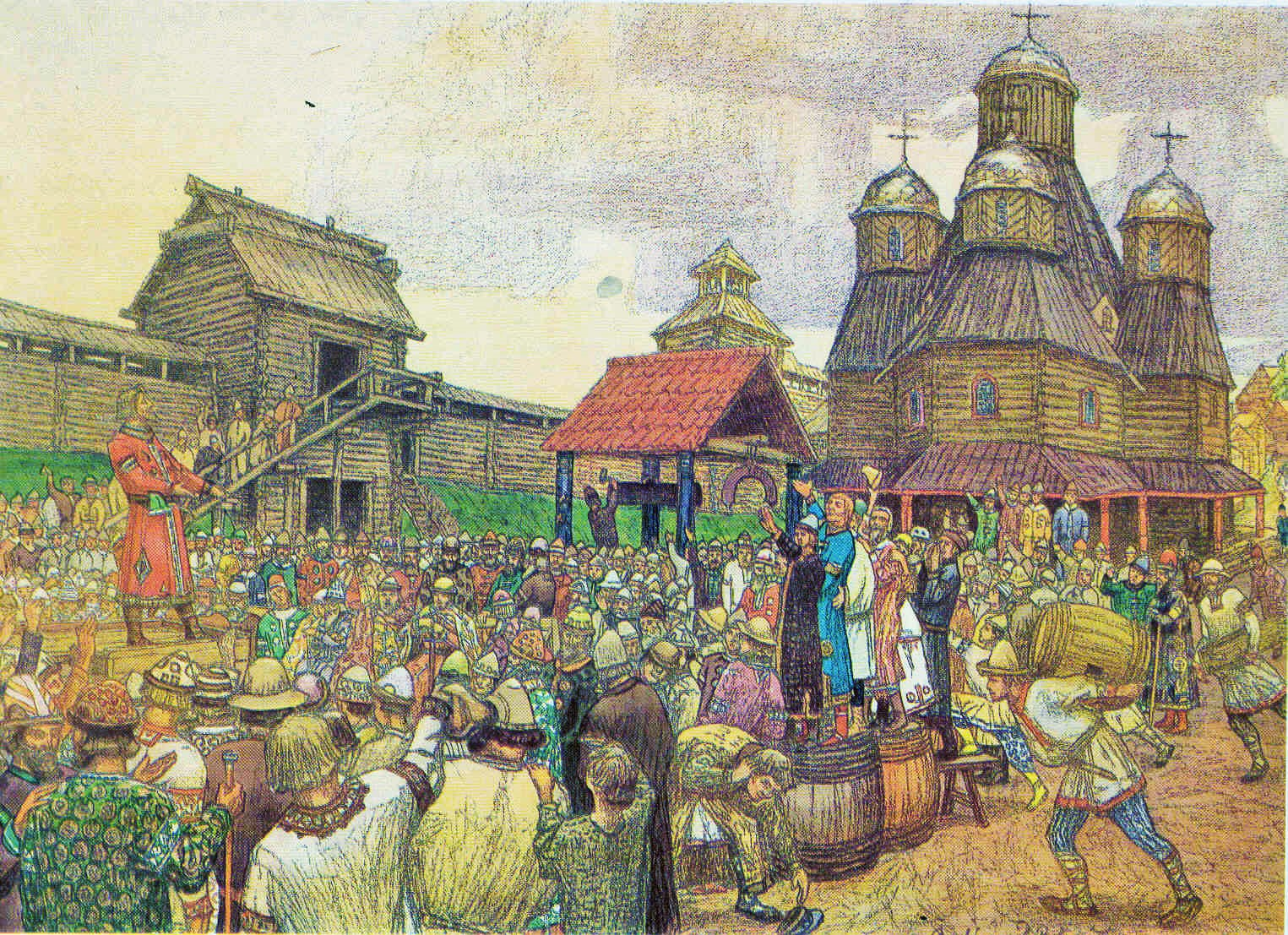
Псковське віче

Після роздроблення Київської Русі в XII столітті Псков із прилеглими до нього територіями по річці Великій, озерах Чудському й Псковському і річці Нарові ввійшов до складу Новгородської феодальної республіки.
У XIII столітті значення Псковської землі зросло у зв'язку з участю псковичів у боротьбі проти Лівонського ордену в 1240 і 1242 роках.
З середини 13 століття вона стала фактично самостійною. Відокремлення Пскова оформив Болотовський договір 1348 року, за яким новгородські бояри відмовлялися посилати у Псков своїх посадників.
Основним заняттям псковичів були землеробство, рибальство, ремесла, торгівля. Псков був одним з найбільших ремісничо-торговельних центрів регіону. Соціальні відносини, що склались у Псковській республіці, відображає Псковська судна грамота. Псков був значним центром літописання (Псковські літописи).
Найвищим органом влади було віче.
У 1510 році Псковська республіка захоплена Московією.

## Втрата самостійності
Зміцнення зв'язків з Москвою, викликане економічним розвитком, зовнішньополітичними цілями, участю Пскова в Куликовській битві та успішним спільним протистоянням Тевтонському ордену і Литві, створило передумови для ослаблення незалежності Псковської республіки.
У січні 1510 року, скориставшись конфліктом серед керівництва Псковської республіки, великий князь московський Василь III, який перебував у Новгороді, викликав туди псковських посадників і сотських і заарештував їх. До Пскова князь послав дяка Т. Долматова, який зажадав від псковського віче погодитися на управління Псковською землею виключно намісниками великого князя московського. Вече було розпущено, приблизно 300 багатих псковських сімей були вислані з міста. Їхні маєтки розподілили між московськими служивими людьми. На світанку 13 січня 1510 року було знято вечовий дзвін.

## Князі
- Судислав Володимирович (1014—1036)[1]